# Гедеон Богдановић
Гедеон Гецо Богдановић (Црна Власт, код Госпића, 21. јануар 1912 — Нови Сад, 22. новембар 1987) био је учесник Народноослободилачке борбе, генерал-мајор ЈНА и народни херој Југославије.

## Биографија
Рођен је 12. јануара 1912. године у Црној Власти, Врховине, код Госпића. У војсци Краљевине Југославије био је подофицир. Из војске је дезертирао 1938. године, јер је напао једног официра који га је малтретирао. Не чекајући војни суд, побегао је на источну Билогору, где му је локално становништво пружило заштиту и склониште. Нешто касније му се подружио и Стево Павић из Зрињске, села недалеко од Вировитице, који се такође скривао од власти.
Након окупације Југославије и формирања НДХ, усташе су започели с прогонима српског становништва на Билогори. Богдановић и Павић учествовали су у штићењу становништва и освећивали се за усташке злочине. Дана 6. августа 1941, када су усташе почели да исељавају Србе из Малог Грђевца, Богдановићу и Павићу прикључила су се још двојица из тог села, Данчиловић и Кљаић, одлучивши да се под Богдановићевом командом боре против окупатора и њихових сарадника. Тако је била формирана прва билогорска оружана група. Бјеловарска усташка Велика жупа у октобру 1941. расписала је уцену на Богдановићеву главу у којој је понудила 5.000 куна ономе ко га ухвати живог.
Јануара 1942. године, 27 усташа опколило је кућу у Туршевић Пољу у којој се налазио Гедеон са својим саборцем. У двочасовној борби, убио је двојицу, а ранио тројицу усташа и жандарма. Потом је прпбио обруч, спасивши из куће свог ненаоружаног друга и његову мајку и сестру. Тада се још више прочуло за Богдановићеву борбу. Фебруара исте године, Звонко Бркић, један од организатора устанка у Славонији, успоставио је везу с Богдановићем. На састанку који је одржао с Богдановићем и Данчиноловићем закључено је да се група споји с Мославачком партизанском четом, коју је Павле Грегорић упутио на Билогору. Тамо је 1. априла 1942. формирана Билогорска партизанска чета, за чијег је команданта био постављен Богдановић. До средине 1942. чета се војнички оспособила и за веће подухвате те извела низ акција. Међу њима се истиче напад на путнички воз на прузи Осијек–Загреб код Вукосављевице 14. августа 1942. године, када су заробили осјечког усташког стожерника, једног немачког официра из ТОТ-а, 13 усташа из Павелићеве гардијске страже и начелника Промичбеног одела осјечког стожера. Након те акције, Богдановић и његових 25 бораца пребацили су се у Славонију, где је након формирања Дванаесте славонске бригаде био постављен за команданта њеног Другог батаљона. Тада се истакао приликом борби за Воћин.
Од фебруара до маја 1943. године, Гедеон се налазио на функцији начелника штаба 12. славонске бригаде, а од маја 1943. до октобра 1944. начелник штаба 28. славонске дивизије. У јесен 1943. учествовао је у ликвидацији четничких група на Мотајици. Од октобра 1944. до јануара 1945. Био је командант Дванаесте славонске дивизије, а потом је прешао у Прву тенковску бригаду.
После рата био је командант тенковске дивизије, затим командант Друге пролетерске дивизије и помоћник команданта за позадину Војног подручја. Завршио је Вишу војну академију ЈНА. Пензионисан је 1965. године у чину генерал-мајора ЈНА, после чега је био генерал-мајор у резерви.
У браку са Душанком Богдановић Бојаном, такође учесницом НОР имао је двојицу синова Бранка и Зорана.
Умро је 22. новембра 1987. године у Новом Саду. Сахрањен је у Алеји народних хероја на новосадском Градском гробљу.
Носилац је Партизанске споменице 1941. и више југословенских одликовања. Орденом народног хероја одликован је 24. јула 1953. године.